# Utby (Uddevalla)
Utby is een plaats in de gemeente Uddevalla in het landschap Bohuslän en de provincie Västra Götalands län in Zweden. De plaats heeft 219 inwoners (2005) en een oppervlakte van 38 hectare.